# Dendrophthora equisetoides
Dendrophthora equisetoides är en sandelträdsväxtart som beskrevs av Kuijt. Dendrophthora equisetoides ingår i släktet Dendrophthora och familjen sandelträdsväxter. Inga underarter finns listade i Catalogue of Life.